# Myitkyina
Myitkyina (burmesiska: မြစ်ကြီးနားမြို့) är en stad i Myanmar. Den är delstaten Kachins huvudstad och ligger i distriktet Myitkyina i den norra delen av landet, 600 km norr om huvudstaden Naypyidaw. Myitkyina ligger 147 meter över havet vid floden Irrawaddy och har en flygplats benämnd Myitkyina Airport. Folkmängden uppgår till cirka en kvarts miljon invånare.
Från Myitkyina går en järnväg till Mandalay via städerna Mogaung och Mohnyin. Järnvägen började byggas 1890 under namnet Mu Valley Railway och den sista sträckan mellan Mogaung och Myitkyina invigdes i februari 1899.

## Geografi
Terrängen runt Myitkyina är huvudsakligen platt, men åt nordost är den kuperad. Runt Myitkyina är det ganska glesbefolkat, med 21 invånare per kvadratkilometer. Omgivningarna runt Myitkyina är en mosaik av jordbruksmark och naturlig växtlighet.